# 大幽霊屋敷 〜浜村淳の実話怪談〜
『大幽霊屋敷 ~浜村淳の実話怪談~』（だいおばけやしき はまむらじゅんのじつわかいだん）は、1998年7月2日にヴィジットからPlayStation向けに発売されたサウンドノベルアドベンチャーゲーム。1999年9月5日には廉価版が発売された。

## 概要
タイトルは「だいゆうれいやしき」ではなく「だいおばけやしき」と読む。
サウンドノベル形式で物語が進み、主人公が登場人物から怪談を聞かされたり、本を読まされたりするという内容。主人公の行動パートでは他の登場人物との会話で選択肢（2択のみ）が登場し、どちらを選んだかによって聞かされる怪談が変化する。聞かされた後の選択肢では、相手の好感度が決まる。好感度が低いと、物語は半ばで強制終了する。
怪談は、聞かされるタイプのものはフルボイス、読まされるタイプのものはテキスト式になっており、どちらも途中に選択肢は登場しない。一度聞いた怪談は「実話怪談集」というモードで再生可能。グラフィックは実写とCG。
語り手の浜村淳と、聞き書き手の大迫純一は、共にゲーム中に同名の人物役として出演している。なお浜村が語る怪談は、『大幽霊屋敷』というタイトルで1本のCDにまとめられて同年8月にDAIKIから発売されている。
ゲームソフト自体も後に廉価版が発売されており、こちらはパッケージデザインが変更されている。
怪談の総数は41本で、その内訳は、浜村の語りによるものが13本、大迫の語りによるものが5本、その他の人物の語りによるものが合計8本、テキスト式のものが15本となっている。

## ゲーム内容

### ミニゲーム
- 足音に合わせてタイミングよくボタンを押すというミニゲームが存在する。行う機会は2度あり、クリアするとテキストタイプの怪談が1話ずつ追加される。クリアできなくても先には進める。
- 霊の姿が写っている実写グラフィック（所謂心霊写真）がいくつかあり、エンディングでその位置が明かされる。

## ストーリー
ある年の夏休み、大学生の久我晶は大幽霊屋敷にアルバイトの面接を申し込む。この屋敷の面接は、スタッフ達がアルバイト希望者に次々と怪談を聞かせ、その反応を見て採用・不採用を決定するのだという。果たして久我を待ち受ける怪談とは…?

### 収録怪談
1. スイカ※
2. 鏡でつくったもの
3. 忘却の花園☆
4. 見えない女※
5. きもだめしの夜に
6. 足売り婆さん☆
7. 鬼子☆
8. 生首神社☆
9. くびなし地蔵※
10. 夜明け前の手
11. 地獄絵☆
12. 溺れさせる老婆※
13. 乗せろ
14. ついてきた影
15. つり橋
16. 帰らないコックリさん☆
17. 私にも聞かせて※
18. 鬼の手☆
19. 公園
20. 消えた遺体※
21. 死神
22. ドライブ※
23. カシマ大明神※
24. 路地裏の帳面☆
25. まわりを回るもの※
26. 焼きついた影
27. 死神停留所の幽霊バス☆
28. むさぼる者
29. 長い髪
30. 後ろの彼女☆
31. 嘆く声☆
32. 見えない物と見えた物
33. 前ぶれ
34. 山道
35. 峠のサンルーフ☆
36. 消えた少女※
37. 帰ってこい☆
38. 戻ってくる人形※
39. 幽霊トンネル※
40. 異次元の町☆
41. 手を振る銅像※

※・・・浜村淳の語りによる怪談
☆・・・テキスト表示による怪談

## 登場人物
久我晶
主人公。名前は変更可能。大学生で、夏休みの間中大幽霊屋敷でアルバイトをしようと面接を申し込んだ。性別は男。選択肢以外の台詞は一切ない。

### 怪談の語り手
浜村淳
物語中の設定では、大幽霊屋敷の支配人。趣味は車のドライブ。この屋敷を怖くするためならどんなことでもすると断言している。
大迫純一（おおさこ じゅんいち）
物語中の設定では、大幽霊屋敷のベテランスタッフ。心霊マニアで、霊能者の知人もいる。
大学生時代は辺鄙な場所にある寮で暮しており、コンビニでアルバイトをしていた。声は大迫本人が当てている。
占い師
大幽霊屋敷の男性スタッフ。ものごとを何でも占いで決める為、「占い師」という仇名で呼ばれている。
小学生の頃は大の怖がりだった。
受付の女性
スタッフの1人。スタッフ内で作成中の実話怪談集の完成度を高める事に拘っており、久我にも感想を求めてくる。
髪型はボブカットだが、17歳ぐらいの頃は髪を腰まで伸ばしていた。幼少時に曽祖母を亡くしている。
男性スタッフ
やはりスタッフの1人だが、浜村からの紹介が特に無い為、本名・仇名共に不明の人物。
かつて悪霊によって友人2人を失った事があり、霊の恐ろしさを人に広めるべく、屋敷で働きながら心霊現象に付いて勉強をしている。
久我に対しては敬語を使うが、怪談中の口調は一定していない。大迫の作った怪談集を読みたいと考えている。妹がいる。
佐古井
メガネをかけた女性。かつてスタッフとして働いていたが結婚し退職、現在は屋敷が忙しい時だけ臨時で依頼されて働くという立場。
まだ幼児の息子が1人いる。
謎の女性
久我が面接中に休憩室で出会った長髪の女性。スタッフ達と同じ服装をしていたが、久我はそれきり彼女を見かける事が無かった。

## キャスト
- 浜村淳
- 大迫純一
- 桔梗貴博
- 藤沢友美
- 高木啓介
- 清水こずえ
- 佐古井恭子
- 三枝義典
- 吉田真美
- 中西誠
- 半田光弘
- 海田昌宏
- 和泉桂子
- 山田晃子
- 前田直子
- 山口恵美子
- 島田美佳
- 山本光雄
- 山本良子
- 三宅川寿子
- 辻井アツ子
- 村尾幸子（子役）
- 江崎華蓮（子役）
- 野崎真礼

## スタッフ
- 聞書：大迫純一、吉田斉亮
- 美術：廣田慎也
- プログラム：飯田真隆
- ヴィジットスタッフ：金丸義勝、堤大輔、高松由美、岩城敬子
- 効果音：藤田靖明（ファースト・サークル）
- 音楽：鳥生久男
- 写真撮影：川脇昌弘
- 営業・広報：島村玄忠
- 制作協力：（有）浮世亭、（株）昭和プロ、（株）K・A・Oプロモーション、（株）ヴァンズプロ、（株）東京録音、（株）ソニー・ミュージックコミュニケーションズ、（株）MC企画、（株）松竹衣装、サンガレン（株）、（有）企楽社、八木将之、荒木潮彦、小野賢一
- 監督：山田成和
- 制作指揮：加藤誠、大高紳吾
- 制作総指揮：森本和伸

## 評価
ゲーム誌『ファミ通』の「クロスレビュー」では、5・7・6・6の合計24点（満40点）となっており、レビュアーからの肯定的な意見としては、「浜村淳の関西弁の語り口は、独特な雰囲気を持つ」、「話の内容に装飾がない分、真実っぽさあり。怖いグラフィックや効果音が急に出てきてビックリ系でもなく、怖さがひたひたと染みてくる感じ」、「話自体は短いものの、創作なしの実話なんだと感じさせるリアリティーがある」、「ヘッドフォンで聞いているとドキドキするような演出がありワクワク」などと評されているが、否定的な意見としては、「話によって画面などの演出にかなりのバラツキあり」、「この手の話に慣れた人は物足りないかも」、「映像はキレイだが、たまに怖さが半減するような安っぽいところがあるのが残念。語りがヘンに芝居がかっててシラけちゃう。浜村淳のしゃべりはヘタじゃないが怪談に向かない」、「浜村淳の語り口に疑問あり。映画を語っているときの、あの熱気が感じられないのが残念」などと評されている。